# دمیتری شیکانیان
دمیتری آزاریایی شیکانیان (ارمنی: Դմիտրի Ազարիայի Շիկանյան؛ زاده ۱۱ نوامبر ۱۹۰۱ - درگذشته ۱ ژوئن ۱۹۸۶) رهبر ارکستر اهل ارمنستان بود.

## زندگی‌نامه
وی در ۱۱ نوامبر ۱۹۰۱ در باکو در به دنیا آمد و از کنسرواتوار دولتی وانو ساراجیشویلی تفلیس (۱۹۳۸) فارغ‌التحصیل گشت. وی همچنین برنده جوایزی همچون چهره هنری شایسته ارمنستان شوروی شد. وی در ۱ ژوئن ۱۹۸۶ در سن ۸۴ سالگی در ایروان درگذشت.